# Dragor
Dragor (makedonska: Драгор) är ett vattendrag i Nordmakedonien. Det rinner genom kommunen Bitola, i den södra delen av landet, 110 kilometer söder om huvudstaden Skopje.